# Dennis Kucinich
Dennis Kucinich (ur. 8 października 1946 w Cleveland) – amerykański polityk należący do Partii Demokratycznej, członek Izby Reprezentantów (wybrany po raz pierwszy w 1996 i ponownie w 1998, 2000, 2002, 2004, 2006, 2008 i 2010). Reprezentował dziesiąty dysktrykt stanu Ohio, który obejmował zachodnią część aglomeracji miejskiej Cleveland.
W latach 1977–1979 był burmistrzem Cleveland.
Kandydował w wyborach prezydenckich roku 2004, ale nie zdobył nominacji swojej partii w prawyborach. Kandydował ponownie w wyborach prezydenckich roku 2008, ale zdobył znikome poparcie w prawyborach i oficjalnie wycofał swoją kandydaturę 24 stycznia 2008.
Uchodzi za jednego z bardziej lewicowych amerykańskich polityków.
9 czerwca 2008 Kucinich zapoczątkował procedurę impeachmentu George’a W. Busha odczytując w Izbie Reprezentantów akt oskarżenia składający się z 35 artykułów.

## Odznaczenia
- Order Krzyża Ziemi Maryjnej II klasy (Estonia, 2004)[2]